# Michael Oliver
Michael Oliver (sinh ngày 20 tháng 2 năm 1985) là một trọng tài chuyên nghiệp người Anh đến từ Ashington, Northumberland. Oliver thuộc Hiệp hội bóng đá Northumberland trực thuộc Liên đoàn Bóng đá Anh (FA).
Oliver đã từng điều khiển các trận đấu: Siêu cúp Anh 2014, Chung kết World Cup U17 năm 2015, chung kết Cúp Liên đoàn Anh 2016, Chung kết Cúp FA 2018 và 2021.
Ngày 11 tháng 4 năm 2018, Oliver đã gây tranh cãi khi thổi cho Real Madrid quả phạt đền phút bù giờ hiệp hai trận lượt về tứ kết UEFA Champions League mùa giải 2017-18 (khi tỷ số 2 lượt trận là 3-3), rút thẻ đỏ truất quyền thi đấu của thủ thành Gianluigi Buffon, sau đó Cristiano Ronaldo bên phía Real thực hiện thành công và chấm dứt hy vọng đi tiếp của Juventus. Sau trận đấu, anh đã bị Buffon chỉ trích thậm tệ.
Trong thông báo của FIFA vào tháng 5 năm 2022, Oliver được liệt kê là một trong sáu trọng tài người Anh tham gia điều hành các trận đấu tại World Cup vào tháng 11 và tháng 12 năm đó. Danh sách này cũng bao gồm trọng tài Anthony Taylor và bốn trợ lý trọng tài đồng hương—Simon Bennett, Gary Beswick, Stuart Burt và Adam Nunn.
Vào ngày 10 tháng 8 năm 2022, ông là trọng tài trận Siêu cúp châu Âu 2022 giữa Eintracht Frankfurt và Real Madrid. Vào ngày 18 tháng 4 năm 2023, ông làm trọng tài ở cặp đấu giữa Al Hilal và Al Nassr tại Giải vô địch quốc gia Ả Rập Xê Út. Vào tháng 9 năm 2023, ông làm trọng tài cho trận đấu giữa Sharjah FC và Al Ain FC tại Giải vô địch Các tiểu vương quốc Ả Rập Thống nhất.

## Trận chung kết đã bắt chính
| Siêu cúp Anh 2014      | Siêu cúp Anh 2014           | Siêu cúp Anh 2014    |
| Ngày                   | Trận                        | SVĐ                  |
| ---------------------- | --------------------------- | -------------------- |
| 10 tháng 8 năm 2014    | Arsenal – Manchester City   | Sân vận động Wembley |
| Chung kết Cúp EFL 2016 |                             |                      |
| Ngày                   | Trận                        | SVĐ                  |
| 28 tháng 2 năm 2016    | Liverpool – Manchester City | Sân vận động Wembley |
| Chung kết Cúp FA 2018  |                             |                      |
| Ngày                   | Trận                        | SVĐ                  |
| 19 tháng 5 năm 2018    | Chelsea – Manchester United | Sân vận động Wembley |
| Chung kết Cúp FA 2021  |                             |                      |
| Ngày                   | Trận                        | SVĐ                  |
| 15 tháng 5 name 2021   | Chelsea – Leicester City    | Sân vận động Wembley |